# Gouvernement Abela II
Pour les articles homonymes, voir Gouvernement Abela.
République de Malte
Abela I 
Le gouvernement Abela II (en maltais : It-tieni gvern ta 'Robert Abela) est le gouvernement de la république de Malte depuis le 30 mars 2022, sous la 14e législature de la Chambre des représentants.
Il est dirigé par le travailliste Robert Abela, après la victoire du PL à la majorité absolue lors des élections générales. Il succède au gouvernement Abela I.

## Historique du mandat
Ce gouvernement est dirigé par le Premier ministre travailliste sortant Robert Abela. Il est constitué et soutenu par le Parti travailliste (PL). Seul, il dispose de 44 députés sur 79, soit 55,7 % des sièges de la Chambre des représentants.
Il est formé à la suite des élections générales du 26 mars 2022.
Il succède donc au gouvernement Abela I, constitué et soutenu dans des conditions identiques.

### Formation
Robert Abela est assermenté Premier ministre le 13 janvier, à la suite de la démission de Joseph Muscat.
Le 20 février 2022, il annonce la tenue des prochaines élections générales pour le 26 mars suivant. Le 28 mars, Robert Abela est assermenté pour un second mandat après la proclamation des résultats définitifs, qui accordent 55 % des voix au Parti travailliste et une avance d'environ 40 000 voix sur le Parti nationaliste (PN).
Au soir du 29 mars, le chef de l'exécutif réunit son groupe parlementaire à l'auberge de Castille, siège du gouvernement, et leur communique la composition de son nouveau cabinet. La liste des dix-huit ministres est rendue publique le lendemain de cette rencontre, puis ces derniers prêtent serment devant le président de Malte dans l'après-midi.

### Évolution
Le 8 janvier 2024, Robert Abela procède à un important remaniement ministériel, qui voit l'éjection du ministre des Transports Aaron Farrugia et plusieurs changements de portefeuille.
Le vice-Premier ministre Chris Fearne démissionne le 10 mai suivant, après avoir été mis en examen par le parquet pour fraude concernant la privatisation de trois centres hospitaliers et se voit remplacé le 17 septembre par le ministre des Affaires étrangères Ian Borg, qui conserve son portefeuille.
À la suite de la mise en cause de son épouse pour des versements d'argent suspects en 2023, le ministre du Tourisme Clayton Bartolo démissionne le 26 novembre suivant. Ses responsabilités sont divisées entre le ministre des Affaires étrangères Ian Borg, le ministre de la Culture Owen Bonnici et la ministre de l'Environnement Miriam Dalli.

## Composition

### Initiale (30 mars 2022)
- Par rapport au gouvernement Abela I, les nouveaux ministres sont indiqués en gras, ceux ayant changé d'attribution le sont en italique.

| Fonction                                                                    | Titulaire | Titulaire               | Parti |
| --------------------------------------------------------------------------- | --------- | ----------------------- | ----- |
| Premier ministre                                                            |           | Robert Abela            | PL    |
| Vice-Premier ministre Ministre de la Santé                                  |           | Chris Fearne            | PL    |
| Ministre des Affaires étrangères et européennes et du Commerce              |           | Ian Borg                | PL    |
| Ministre de l'Économie, des Fonds européens et des Terres                   |           | Silvio Schembri         | PL    |
| Ministre des Infrastructures, des Transports et des Grands projets          |           | Aaron Farrugia          | PL    |
| Ministre de l'Environnement, de l'Énergie et des Entreprises                |           | Miriam Dalli            | PL    |
| Ministre de l'Aménagement du territoire et des Travaux publics              |           | Stefan Zrinzo Azzopardi | PL    |
| Ministre de Gozo                                                            |           | Clint Camilleri         | PL    |
| Ministre de l'Intérieur, des Réformes et de l'Égalité                       |           | Byron Camilleri         | PL    |
| Ministre de la Culture, du Patrimoine national et des Collectivités locales |           | Owen Bonnici            | PL    |
| Ministre des Finances et de l'Emploi                                        |           | Clyde Caruana           | PL    |
| Ministre de l'Éducation, des Sports, de la Recherche et de l'Innovation     |           | Clifton Grima           | PL    |
| Ministre de la Justice sociale et des Droits des enfants                    |           | Michael Falzon          | PL    |
| Ministre de l'Inclusion, du Volontariat et des Droits des consommateurs     |           | Julia Farrugia Portelli | PL    |
| Ministre de la Justice                                                      |           | Jonathan Attard         | PL    |
| Ministre du Tourisme                                                        |           | Clayton Bartolo         | PL    |
| Ministre de l'Agriculture, de la Pêche et des Droits des animaux            |           | Anton Refalo            | PL    |
| Ministre du Logement social                                                 |           | Roderick Galdes         | PL    |
| Ministre des Personnes âgées                                                |           | Jo-Etienne Abela        | PL    |

### Remaniement du 8 janvier 2024
- Par rapport à la composition précédente, les nouveaux ministres sont indiqués en gras, ceux ayant changé d'attribution le sont en italique.

| Fonction                                                                               | Titulaire | Titulaire                                                            | Parti |
| -------------------------------------------------------------------------------------- | --------- | -------------------------------------------------------------------- | ----- |
| Premier ministre                                                                       |           | Robert Abela                                                         | PL    |
| Vice-Premier ministre                                                                  |           | Chris Fearne (jusqu'au 10/05/2024) Ian Borg (à partir du 17/09/2024) | PL    |
| Ministre des Fonds européens, du Dialogue social et de la Protection des consommateurs |           | Chris Fearne (jusqu'au 10/05/2024)                                   | PL    |
| Ministre des Affaires étrangères et européennes et du Commerce                         |           | Ian Borg                                                             | PL    |
| Ministre de l'Économie, des Entreprises et des Projets stratégiques                    |           | Silvio Schembri                                                      | PL    |
| Ministre des Transports, des Infrastructures et des Travaux publics                    |           | Chris Bonett                                                         | PL    |
| Ministre de l'Environnement, de l'Énergie et de la Régénération du Grand Harbour       |           | Miriam Dalli                                                         | PL    |
| Ministre des Terres et de la Mise en œuvre du programme électoral                      |           | Stefan Zrinzo Azzopardi                                              | PL    |
| Ministre de Gozo et de l'Aménagement du territoire                                     |           | Clint Camilleri                                                      | PL    |
| Ministre de l'Intérieur, des Réformes et de l'Égalité                                  |           | Byron Camilleri                                                      | PL    |
| Ministre de la Culture, du Patrimoine national et des Collectivités locales            |           | Owen Bonnici                                                         | PL    |
| Ministre des Finances et de l'Emploi                                                   |           | Clyde Caruana                                                        | PL    |
| Ministre de l'Éducation, des Sports, de la Recherche et de l'Innovation                |           | Clifton Grima                                                        | PL    |
| Ministre de la Justice sociale et des Droits des enfants                               |           | Michael Falzon                                                       | PL    |
| Ministre de l'Inclusion et du Volontariat                                              |           | Julia Farrugia Portelli                                              | PL    |
| Ministre de la Justice et de la Réforme du secteur de la construction                  |           | Jonathan Attard                                                      | PL    |
| Ministre du Tourisme et de la Propreté des espaces publics                             |           | Clayton Bartolo (jusqu'au 26/11/2024)                                | PL    |
| Ministre de l'Agriculture, de la Pêche et des Droits des animaux                       |           | Anton Refalo                                                         | PL    |
| Ministre du Logement social                                                            |           | Roderick Galdes                                                      | PL    |
| Ministre des Personnes âgées et de la Santé                                            |           | Jo-Etienne Abela                                                     | PL    |